# 乳漏症
乳漏症（または乳汁漏出。英語：Galactorrhea、イギリス英語: galactorrhoea。もしくは、lactorrhea）とは、出産または授乳とは無関係に胸から乳が出る症状のことである。
男性、新生児、両性の青年にも発生する。
5%–32%の女性に発生すると報告されている。報告された発生率の差の多くは、乳汁漏出の定義の違いによる可能性がある。大抵は良性だが、深刻な病気である可能性があるので、適切な診断を受けるべきである。

## 名称
- Galactorrhea = galacto（乳の）＋rrhea（流れる)
- lactorrhea = lacto(乳関連）＋rrhea（流れる)

## 症例
乳漏症は、特定のホルモンの調節不全の結果として起こりうる。乳漏症で最も頻繁に生じるホルモンの原因は、高プロラクチン血症や甲状腺刺激ホルモン（TSH）または甲状腺刺激ホルモン放出ホルモン（TRH）のレベル上昇に伴う甲状腺状態である。症例の約50％に明らかな原因は見られない。
授乳にはプロラクチンの存在が必要であり、乳漏症の診断には様々な薬品や食品の摂取歴（メチルドーパ、オピオイド、抗精神病薬、セロトニン再取り込み阻害薬、甘草）、妊娠、下垂体腺腫（プロラクチンの過剰産生、下垂体茎の圧迫）、甲状腺機能低下症、行動要因（ストレス、乳房および胸壁の刺激）も考えられる。
下垂体前葉の腺腫で最も多いのはプロラクチノーマである。プロラクチンの過剰産生は、月経期間の停止や、不妊症につながり、診断の手掛かりになる可能性がある。また、避妊薬に起因するホルモンの不均衡によって引き起こされる可能性もある。

## 新生児から出る乳
魔乳または奇乳は、一部の新生児の乳房から分泌される乳である。正常な状態であり、治療や検査は必要ない。文化圏によっては魔乳は魔女の使い魔の栄養源と信じられていた。